# Prince Royce (album)
Prince Royce è il primo ed eponimo album in studio del cantante statunitense Prince Royce, pubblicato nel 2010.

## Tracce
1. Stand by Me – 3:25
2. Corazón sin cara – 3:31
3. Tú y yo – 4:06
4. Su hombre soy yo – 3:42
5. Recházame – 3:43
6. El amor que perdimos – 4:05
7. Mi última carta – 4:04
8. Crazy – 2:31
9. Rock the Pants – 3:39
10. Stand by Me (Dance Version) – 4:09